# Adrià Barbosa
Adrià Barbosa (Barcelona, 1985) es un compositor, orquestador, arreglista y pianista español residente en EEUU.

## Biografía
Adrià Barbosa, nacido en Barcelona, inició sus estudios musicales a los 5 años. A los 10 ingresó en la Escolania de Montserrat. Continuó su formación musical en el Conservatorio Profesional de Música de Badalona hasta acceder a la ESMUC (Escuela Superior de Música de Catalunya), donde cursó composición y orquestación con Albert Guinovart entre otros. En 2007 se fue a estudiar a Los Angeles y dos años más tarde consigue una beca completa para estudiar “Film Scoring” en el prestigioso Berklee College of Music de Boston. Desde 2011 reside en Nueva York.

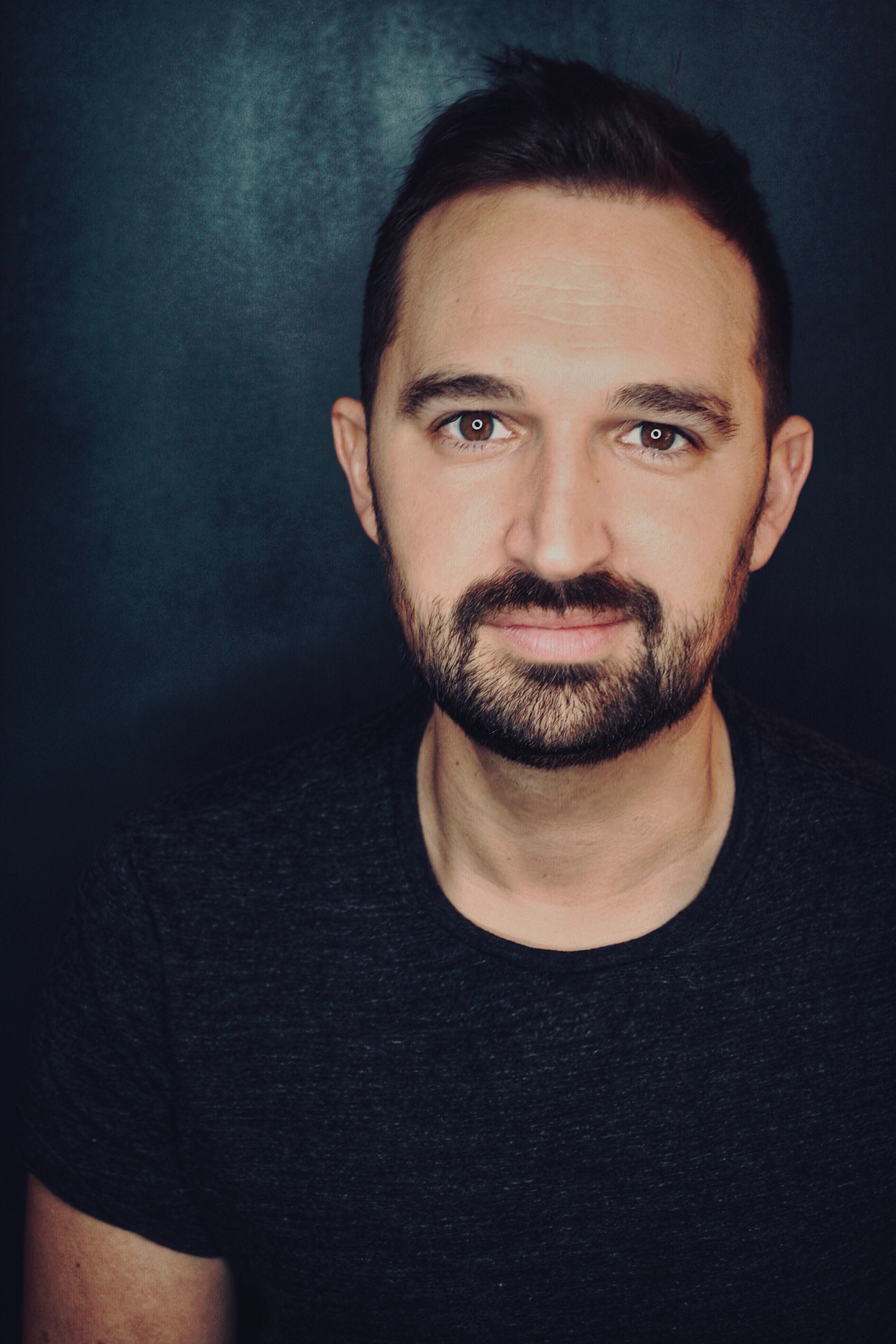
Adrià Barbosa

Barbosa ha trabajado como músico profesional escribiendo música original para cortometrajes, teatro y conciertos; arreglando y orquestando para distintos proyectos; dirigiendo musicales; y tocando piano para compañías de ballet (Ballet Hispánico, Complexions…). Su música ha sido interpretada por orquestas y coros alrededor del mundo (Estados Unidos, Polonia, Chile, España…). En Cataluña su música ha sido interpretada en sitios emblemáticos como El Palau de la Música Catalana, El Palau Sant Jordi, el Teatro Nacional de Catalunya (TNC), el Auditorio de Girona y el de Barcelona, TV3, Catalunya Música… Ha ganado premios internacionales de composición y ha impartido clases en universidades de prestigio como Brown University o Berklee College of Music.
En teatro ha escrito música original para producciones como "Ànima" (2024) para el Teatro Nacional de Catalunya;  “La Chamaniña y el viejo lobo de mar” (2019) y "Cosas extraordinarias" (2021) para El teatro del Lago (Frutillar, Chile); “The King Stag”, “Hamlet” o “Green Cabaret” para Dailey Theater (La Verne - California, USA 2007-08); o “Modales” (2015) para El principal de l’Eixample (Barcelona) entre otros.
Ha escrito música orquestal y coral para distintos acontecimientos. Algunos ejemplos son "Te Deum", encargo de la FCEC (Federación Catalana d'Entitats Corals) para coro mixto, ensamble de metal, percusión y órgano; "Pacis Visio: V. Futur" (2024), obra sinfónico coral encargada para conmemorar el Milenario de la fundación del Monasterio de Montserrat dirigida por el maestro Josep Pons. Y "Tu es Petrus" (2022), para la celebración del milenario del Monasterio de Sant Pere de Rodes.

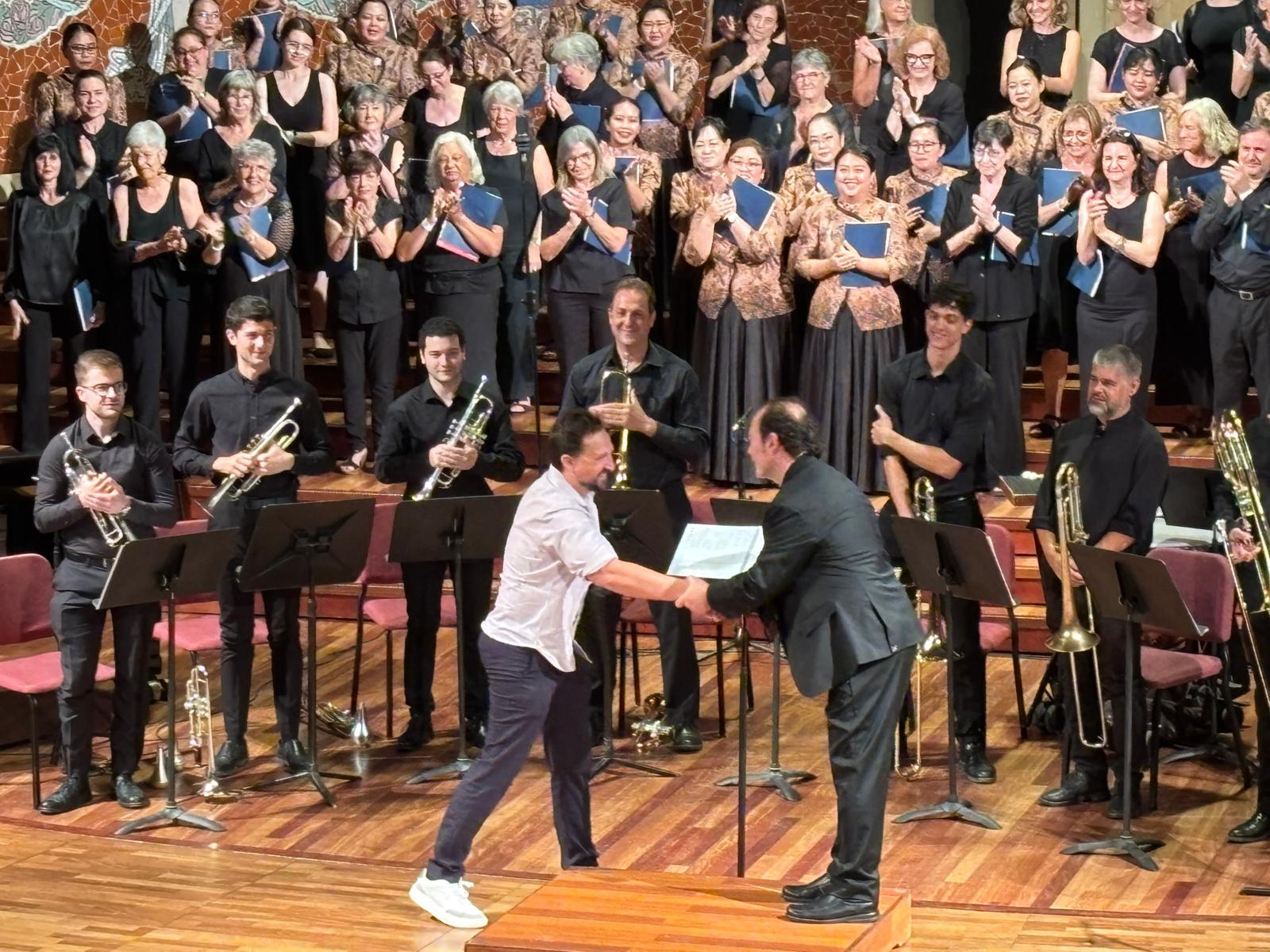
Adrià Barbosa en el estreno de su "Te Deum" en el Palau de la Música Catalana (Barcelona)

Ha trabajado como arreglista/orquestador para nuevas producciones de teatro musical como “Only human” (Off Broadway, Nueva York 2019), “Pumped” o “The Lucky Ones” (encargo de Broadway Across America). También ha trabajado con Alex Lacamoire, ganador de 3 Tony Awards (Hamilton, In the heights, Dear Evan Hansen). Y para Disney Theatricals. Además ha trabajado como arreglista/orquestador para gran número de artistas de reconocido prestigio como: Nina, Joan Dausà, Manu Guix, Sinfónica de Cobla y Cuerda de Cataluña (SCCC); Beth; Elena Gadel; Mariona Escoda; Miki Nuñez; Lluís Llach; Raimon; orquesta de l'ESMUC; orquesta de Cadaqués; Secretariat de Corals Infantils de Catalunya (SCIC), etc.
Ha compuesto música para cortometrajes y anuncios. Destacan especialmente la colaboración con el joven director y productor Albert Carbó: "Elsa", "Sisè primera" (candidata a los Goya 2025), "Bonita"; y la artista/directora norteamericana Breton Tyner-Bryan "Invicta" y "ESCAPE"

## Premios y nominaciones
- Premis de la crítica (Ganador a mejor música original y mejor musical por "Ànima") (2025)
- Premios Max (2025) (Nominado a mejor musical por "Ànima")
- Premios Talía (2025) (Nominado a mejor musical por "Ànima")
- Premios Broadway World Spain (2025) (Nominado a mejor musical original por "Ànima")
- Premis Clavé (2025) (Ganador a mejor composición por "Pacis Visio")
- Premis Alícia (2025) (Nominado a mejor composición por "Pacis Visio")
- La Jolla International Film Festival (USA) (2022) (Nominado a mejor música por "Invicta")
- Premis Enderrock (Ganador a mejor disco de clásica con la Sinfónica de Cobla y Cuerda de Cataluña: "Tossudament Llach" (2016); "Emociona't amb 25 anys de música global" (2021); "Emociona't amb himnes del cor" (2022)
- Soren Christensen Award (2011) (Ganador) (Boston, USA)
- Millican Scholarship Award (2011) (Ganador por la obra orquestal "L'esquizofrènic") (Boston, US)
- I Concurso de Composición "Gustavo Adolfo Béquer" (2009) (Ganador por "Volverán las oscuras golondrinas") (Segovia, España)
- 5th International Composer Competition MUSICA SACRA (2009) (Ganador por "O Magnum Mysterium") (Polònia)
- I Concurso de composición vocal Amics del Liceu (2006) (Ganador por "Cicle Joan Salvat Papasseit") (Barcelona, España)

## Discografía y publicaciones
- Ànima (2025) (compositor) (plataformas)
- Sisè primera (2024) (compositor) (plataformas)
- Cosas Extraordinarias (2022) (compositor) (plataformas)
- Florir fins a les estrelles (2021) (compositor/letrista/productor) (plataformas)
- Emociona't: (arreglista/orquestador)
  - The spirit of Christmas (2023) (CD/ plataformas)
  - Himnes del cor (2022) (CD/ plataformas)
  - 25 anys de música global (2021) (CD/ plataformas)
- Tossudament Llach (2016) (arreglista/orquestador) (CD/ plataformas)
- The Very best (2015) (arreglista/orquestador) (CD)
- Llegendes del Pop Rock (2014) (arreglista/orquestador) (CD)
- Llegendes del musical (2013) (arreglista/orquestador) (CD)
- Llegendes del cinema (2012) (arreglista/orquestador) (CD)
- O Magnum Mysterium (2009) (compositor)(CD)
- La Chamaniña y el viejo lobo de mar (2019) (compositor) (partituras)
- Secretariat de Corals Infantils de Catalunya Cançoner (2014) (arranjador) (partituras)
- Miserere Eslava - Editorial tritò (2009) (reducción de piano) (partituras)
- Cicle Joan Salvat Papasseit - Editorial Boileau (2007) (compositor) (partituras)